# Любимово (отдельный дом, Пермский край)
Любимово — отдельный дом (населённый пункт) в Кунгурском районе Пермского края. Входил в Зарубинское сельское поселение.

## География
Населённый пункт находится в северной части Кунгурского района, менее чем в 1 километре к востоку от деревни Осташата.

## Климат
Климат умеренно-континентальный с продолжительной снежной зимой и коротким, умеренно-тёплым летом. Средняя температура июля составляет +17,8 °C, января −15,6 °C. Среднегодовая температура воздуха составляет +1,3 °C. Средняя продолжительность периода с отрицательными температурами составляет 168 дней и продолжительность безморозного периода 113 дней. Среднее годовое количество осадков составляет 539 мм.

## Население
| 2010 |
| ---- |
| 1    |

Постоянное население составляло 1 человек в 2010 году.